# 水桶

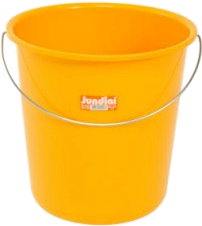
一個塑膠水桶

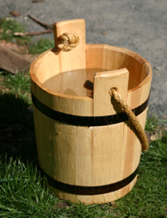
一個木板水桶

水桶是一種有水密性質，且有開口及底部的圓柱體，通常附有提把。水桶從遠古時代就開始被人類運用，主要使用於從水源地運送水。水桶也可用於運輸其他物品例如沙子、岩石、魚、蝦子等。

## 類型和用途
有多種類型的水桶：
- 水桶用來運水
- 家用和花園桶通常用於運輸液體和顆粒產品
- 大型鏟斗或鏟斗連接在裝載機和伸縮臂叉車上用於農業和土方工程
- 水桶作兒童玩具，可以在沙灘或沙坑中塑造和攜帶沙子

## 外部連結
- "Five-gallon farm collectibles" by Jennifer M. Latzke
- "Uses for Five Gallon Buckets （页面存档备份，存于）
- YouTube上的"Utilizing a bucket for self-defense"